# Skrzynka (Grande-Pologne)
Pour les articles homonymes, voir Skrzynka.
Skrzynka (prononciation : [ˈskʂɨnka]) est un village polonais de la gmina d'Ostrowite dans le powiat de Słupca de la voïvodie de Grande-Pologne dans le centre-ouest de la Pologne.
Il se situe à environ 7 kilomètres au nord d'Ostrowite (siège de la gmina), à 19 kilomètres au nord-est de Słupca (siège du powiat) et à 75 kilomètres à l'est de Poznań (capitale régionale).

## Histoire
De 1975 à 1998, le village faisait partie du territoire de la voïvodie de Konin.

Depuis 1999, Skrzynka est situé dans la voïvodie de Grande-Pologne.